# Beatriz de Champlite
Beatriz de Champlite (em francês: Beatrix/Beatrice de Champlitte; c. 1165 - antes de 1219) foi uma nobre francesa dos séculos XII-XIII, filha de Odão I de Champlite, filho de Hugo de Champanhe e de Isabel de Mâcon, e de sua esposa Sibila de La Ferté-sur-l'Aube, sobrinha de Josberto de Laferté, o visconde de Dijon. Teve cinco irmãos, dos quais os mais notórios são Odão II e Guilherme I, que participaram na Quarta Cruzada.
Em 1179, ela contraiu matrimônio com o idoso e já viúvo Simão III de Clefmont, filho de Simão II de Clefmont e Beatriz de Vignory. Simão era pai de dois filhos de seu primeiro casamento, enquanto Beatriz era mãe de três filhos de pai desconhecido. Entre 1190 a 1196, Beatriz governou Clefmont como soberana viúva até casar-se novamente, com Godofredo de Deuilly, segundo filho de Gerardo II de Vaudémont. O casal teve um filho em 1217 e Beatriz faleceu antes de 1219.